# Паштунистан
Паштунистан (у значењу „земља Паштуна") је етно-географски регион у југозападној Азији, претежно настањен Паштунима, народом иранског порекла. Регион је административно подељен између Авганистана и Пакистана. У Пакистану, регион је административно подељен између покрајина Хајбер-Пахтунва, Племенска подручја под федералном управом и Белуџистан, док је у Авганистану подељен између неколико покрајина.